# Grande Anse d'Arlet
Grande Anse d'Arlet est une baie et une plage en Martinique où s'étend la commune de Les Anses d'Arlet.

## Description

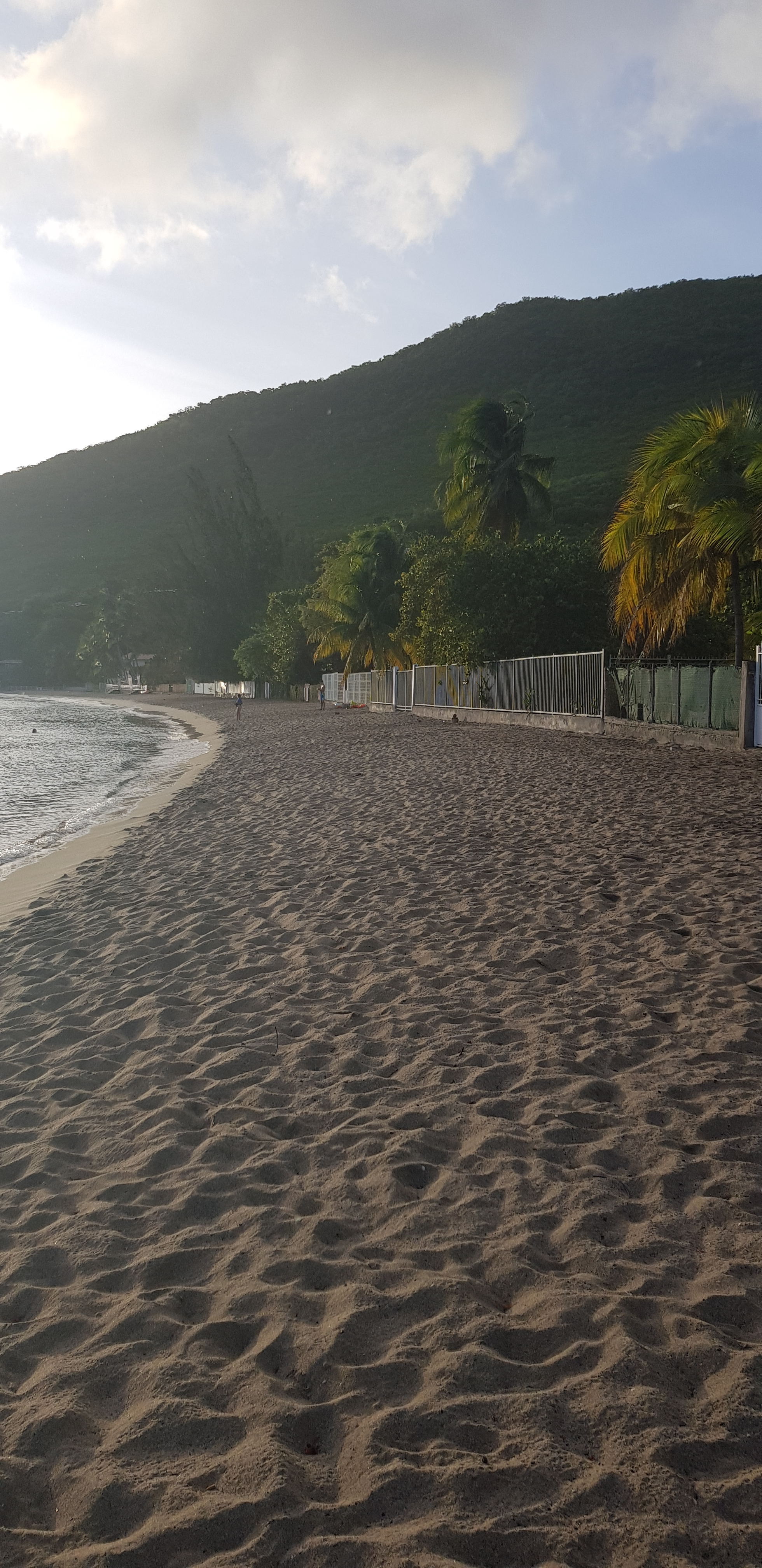
Plage à Grande Anse d'Arlet

Grande Anse d'Arlet s'ouvre du cap Salomon à la pointe Lézarde. Il s'agit d'une baie vaste aux eaux translucides bordée par une plage de sable blond. Sa position plein ouest lui permet un fort ensoleillement jusque tard dans l'après-midi, ce qui en fait une plage prisée pour la baignade et le snorkeling. 
Peu fréquentée en semaine, Grande Anse est très prisée les week-end et son front de mer est alors animé.